# Equipo Kern Pharma/2024
Deze pagina geeft een overzicht van de Equipo Kern Pharma-wielerploeg in 2024.

## Algemene gegevens
Teammanager: Juan José Oroz, Mikel Nieve
Ploegleiders: Jon Armendariz Iparraguirre, Mikel Ezkieta, Pablo Urtasun
Fietsmerk: Giant
Kleding: Etxeondo

## Renners
| Naam                   | Geboortedatum | Nationaliteit | Ploeg 2023        |
| ---------------------- | ------------- | ------------- | ----------------- |
| Jon Agirre             | 10-09-1997    | Spanje        |                   |
| Hugo Aznar             | 1-12-2003     | Spanje        | Galibier-Finisher |
| Unai Aznar             | 26-07-2002    | Spanje        | Galibier-Finisher |
| Urko Berrade           | 28-11-1997    | Spanje        |                   |
| Marc Brustenga         | 04-09-1999    | Spanje        | Lidl-Trek         |
| Pablo Castrillo        | 02-01-2001    | Spanje        |                   |
| Iván Cobo              | 02-01-2000    | Spanje        |                   |
| Iñigo Elosegui         | 06-03-1998    | Spanje        |                   |
| Miguel Ángel Fernández | 21-03-1997    | Spanje        | Burgos-BH         |
| Francisco Galván       | 01-12-1997    | Spanje        |                   |
| Carlos García Pierna   | 23-07-1999    | Spanje        |                   |
| Jorge Gutiérrez        | 23-09-2002    | Spanje        | Galibier-Finisher |
| Unai Iribar            | 12-06-1999    | Spanje        | Euskaltel-Euskadi |
| Álex Jaime             | 29-09-1998    | Spanje        |                   |
| Jordi López            | 14-08-1998    | Spanje        |                   |
| Martí Márquez          | 09-02-1996    | Spanje        |                   |
| Pau Miquel             | 20-08-2000    | Spanje        |                   |
| José Félix Parra       | 16-01-1997    | Spanje        |                   |
| Mikel Retegi           | 27-04-2001    | Spanje        |                   |
| Ibon Ruiz              | 30-01-1999    | Spanje        |                   |
| Antonio Jesús Soto     | 24-12-1994    | Spanje        | Euskaltel-Euskadi |
| Eugenio Sánchez        | 10-03-1999    | Spanje        |                   |
| Diego Uriarte          | 26-10-2001    | Spanje        | Galibier-Finisher |
| Danny van der Tuuk     | 05-11-1999    | Polen         |                   |

### Stagiairs
Per 1 augustus 2024
| Naam              | Geboortedatum | Nationaliteit | Vorige ploeg                  |
| ----------------- | ------------- | ------------- | ----------------------------- |
| Ibai Azanza       | 22-02-2004    | Spanje        | Galibier-Finisher-Kern Pharma |
| Pablo Carrascosa  | 07-10-2002    | Spanje        | Galibier-Finisher-Kern Pharma |
| Haimar Etxeberria | 09-09-2003    | Spanje        | Galibier-Finisher-Kern Pharma |

### Vertrokken
| Naam               | Geboortedatum | Nationaliteit | Ploeg 2024        |
| ------------------ | ------------- | ------------- | ----------------- |
| Roger Adrià        | 18-04-1998    | Spanje        | BORA-hansgrohe    |
| Igor Arrieta       | 08-12-2002    | Spanje        | UAE Team Emirates |
| Giovanni Carboni   | 31-08-1995    | Italië        | JCL Team UKYO     |
| Héctor Carretero   | 28-05-1995    | Spanje        | Gestopt           |
| Raúl García Pierna | 23-02-2001    | Spanje        | Arkéa-B&B Hotels  |
| Vojtěch Řepa       | 14-08-2000    | Tsjechië      | Gestopt           |

## Overwinningen
Ronde van Asturië
Bergklassement: Ibon Ruiz
Ronde van Cova da Beira
Bergklassement: Carlos García Pierna
Jongerenklassement: Jorge Gutiérrez
Alpes Isère Tour
5e etappe: José Félix Parra
Ronde van Spanje
12e etappe: Pablo Castrillo
15e etappe: Pablo Castrillo
18e etappe: Urko Berrade
Ronde van Langkawi
Ploegenklassement: *1)
*1) Ploeg Ronde van Langkawi: Fernández, van der Tuuk, Gutiérrez, Ruiz, Iribar, Carrascosa
2020 · 2021 · 2022 · 2023 · 2024 · 2025
Bingoal WB · Burgos-BH · Caja Rural-Seguros RGA · Equipo Kern Pharma · Euskaltel-Euskadi · Israel-Premier Tech · Lotto Dstny · Polti Kometa · Q36.5 Pro Cycling Team · TDT-Unibet Cycling Team · Team Corratec-Vini Fantini · Team Flanders-Baloise · Team Novo Nordisk · TotalEnergies · Tudor Pro Cycling Team · Uno-X Mobility · VF Group-Bardiani CSF-Faizanè